# Stock Car Pro Series
A Stock Car Pro Series, anteriormente conhecida como "Stock Car Brasil", é uma modalidade de automobilismo criada em 1979, no Brasil. Iniciou como monomarca, tendo o apoio da Chevrolet. Com o passar dos anos, outros fabricantes passaram pela categoria, como Mitsubishi, Volkswagen e Peugeot. Em 2017, a Chevrolet continuou como patrocinadora. Com trinta carros no grid, o campeonato é disputado em doze rodadas, sendo dez duplas, além da Corrida do Milhão e a grande final, que tem a pontuação dobrada.
A disputa percorre seis estados brasileiros e o Distrito Federal, mais a rodada internacional na Argentina. Atualmente conta com a Stock Series como categoria de base, em substituição ao Campeonato Brasileiro de Turismo.

## História

### Década de 1970
Foi criada em 1977 para ser uma alternativa à extinta Divisão 1 (D1), que corria com as marcas Chevrolet (Opala) e Ford (Maverick). Isso ocorreu pelo desinteresse do público e dos patrocinadores por se tornar uma categoria monomarca, dada a superioridade dos modelos Chevrolet. Para que isso não ocorresse, a General Motors criou uma nova categoria, que unia desempenho e sofisticação. O nome emulou a famosa categoria americana, a NASCAR, desviava a atenção da marca única.
A primeira prova ocorreu em 22 de abril de 1979, no Autódromo de Tarumã, no Rio Grande do Sul. 
O regulamento foi criado para limitar os custos, procurando equilíbrio, sem comprometer as performances das competições internacionais. A primeira edição contou com a presença de dezenove carros, todos do modelo Opala com motores de seis cilindros de 4 100cm3. A pole position da estreia foi do carioca José Carlos Palhares, o "Capeta", com o tempo de 1m23s. A prova foi vencida por Affonso Giaffone.

### Década de 1980

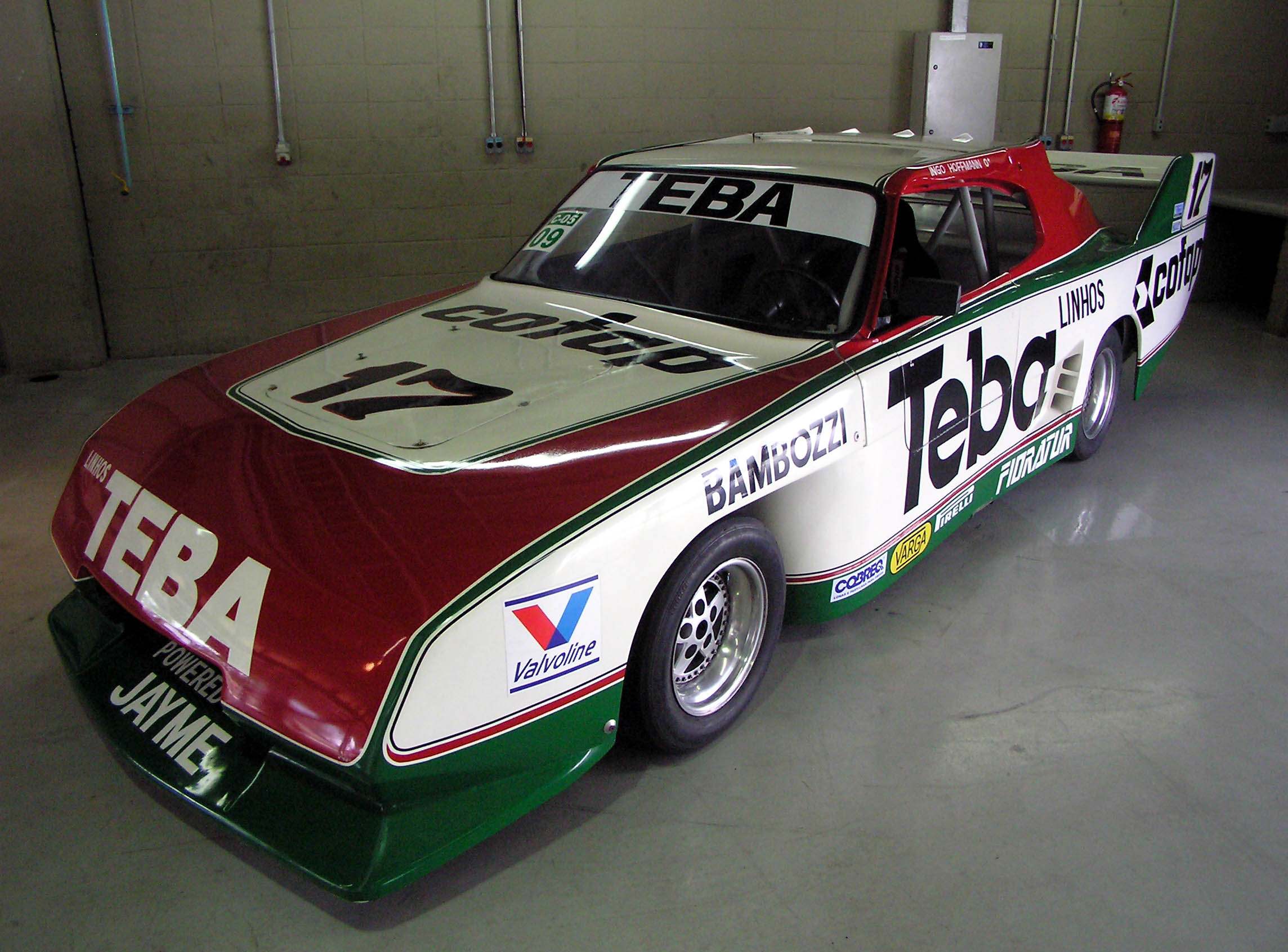
Chevrolet Opala usado em 1988.

Na época, o piloto retornava ao automobilismo brasileiro depois de uma passagem pela Fórmula 1, onde defendeu a equipe Copersucar-Fittipaldi. Ingo Hoffmann, doze vezes campeão da Stock, passou a dominar a categoria no final da década de oitenta, quando conquistou os títulos de 1989 a 1995.
Nestas temporadas aconteceu um grande número de ultrapassagens e duelos. Desde então ocorreram centenas de provas em autódromos do Brasil. Em 1982 duas provas foram realizadas no Autódromo do Estoril, em Portugal.
Em 1987 ocorreu a primeira grande mudança da Stock Car, com apoio da GM na organização, foi adotado uma carenagem criada e montada pela fabricante de carrocerias de ônibus Caio, que era inserida em cima do chassi do Opala. O carro ganhava na aerodinâmica e no desempenho, ficando muito parecido com um protótipo, mas sem a marca da GM. Os equipamentos de segurança ficaram mais sofisticados.

### Década de 1990

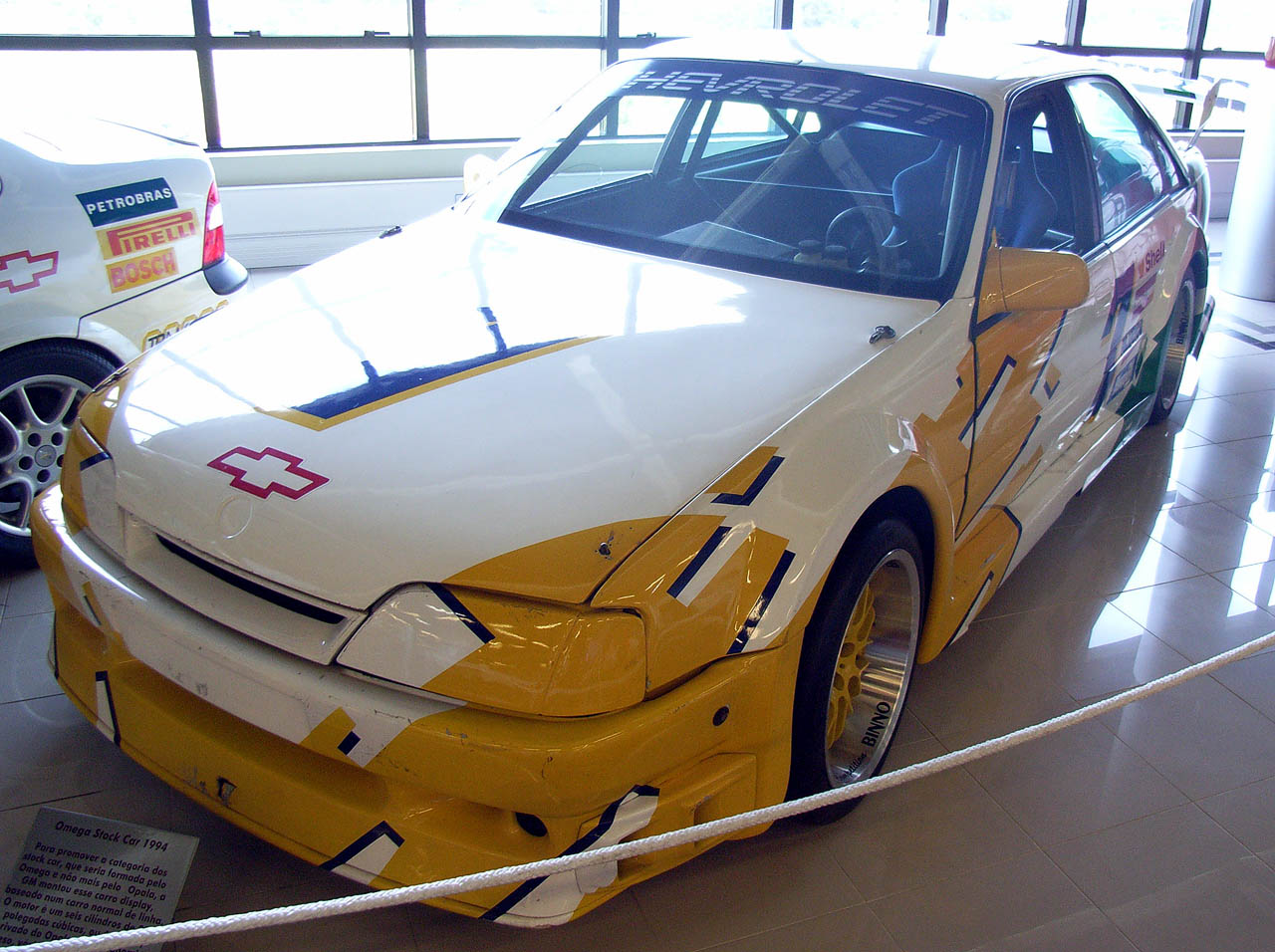
Chevrolet Omega usado em 1994.

A GM voltu a investir pesado na categoria em 1990, passando a organizar e construir em sua fábrica um protótipo monobloco.
Sem grande apelo do público e perdendo espaço para categorias mais baratas bancadas por outras montadoras, a categoria passou por nova transformação em 1994, quando foi adotado como veículo o Omega de rua, adaptado para competição. Numa estratégia de marketing e para diminuição de custos, as corridas passaram a ser realizadas em rodadas duplas com a Fórmula Chevrolet, num evento chamado Chevrolet Challenger, cujos ingressos eram gratuitos e distribuídos nas concessionárias de veículos da marca.

### Década de 2000

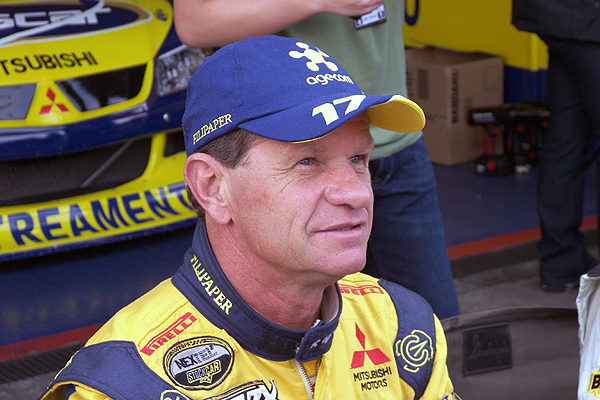
Ingo Hoffmann possui 12 títulos da Stock Car.

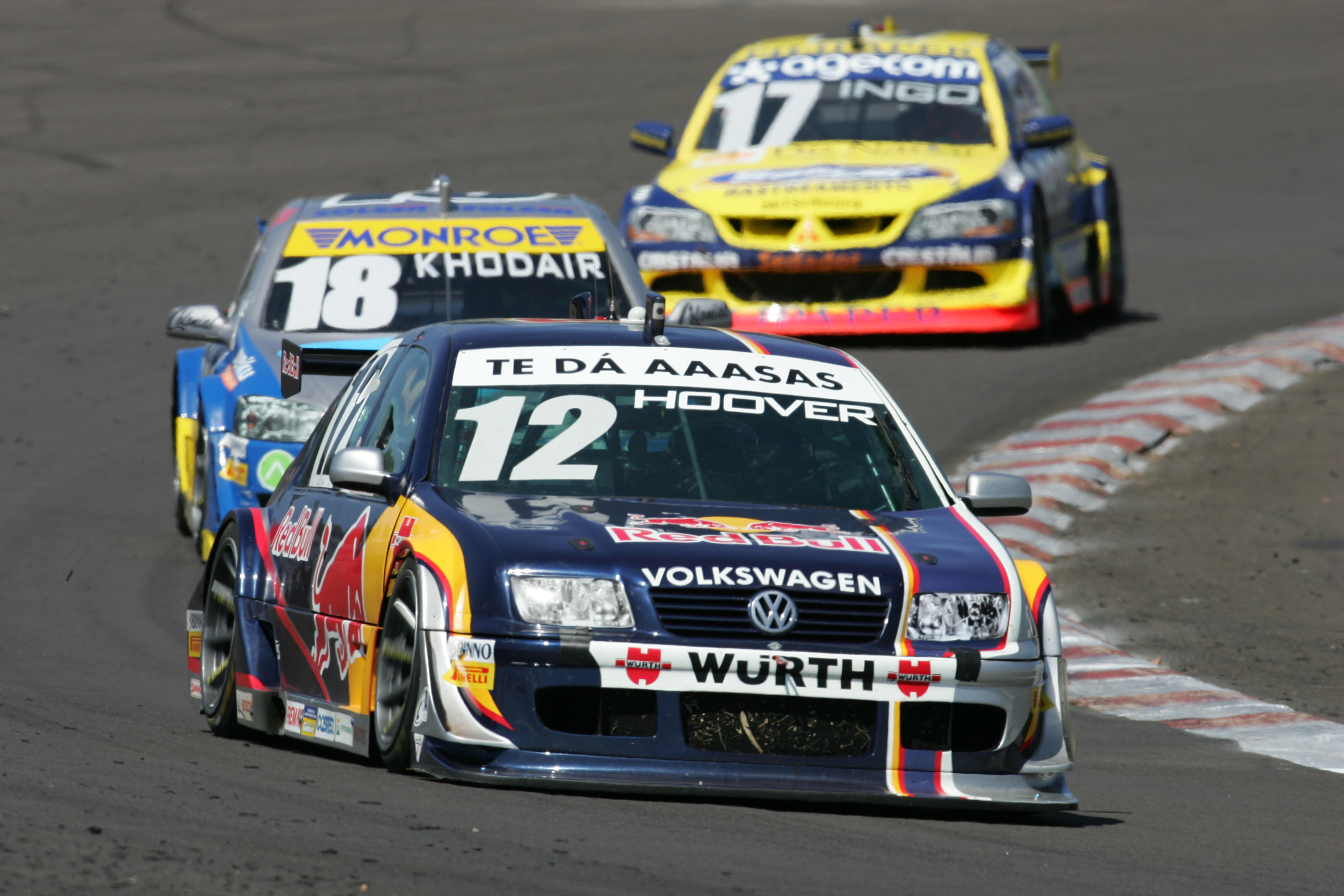
Volkswagen Bora, Chevrolet Astra e um Mitsubishi Lancer em 2007.

A partir de 2000 estreou a nova carroceria do Vectra, produzida em plastico reforçado com fibra de vidro montado com o novo chassi tubular, mas ainda com o motor 4.1. A partir de 2001 entrou o motor V8, a General Motors deixou de organizar a competição em definitivo, passando a ser realizada pela empresa Vicar, de propriedade do ex-piloto Carlos Col, que também gerencia a Fórmula 3. Para modernizar a competição e melhorar a segurança dos pilotos, a Stock Car passou a utilizar um chassi tubular. O projeto é do engenheiro argentino Edgardo Fernandez, que faz algo parecido para a categoria argentina Top Race V6, inspirado tanto na norte-americana Nascar, quanto no DTM alemão. O chassi, fabricado na JL, empresa do ex-piloto Zeca Giaffone, pode receber a carenagem de qualquer carro sedan.
Desde 2003 deixou de ser usado o motor de 6 cilindros Chevrolet, sendo trocado pelo motor V8 Chevrolet 350 importado dos Estados Unidos pela JL, similar ao utilizado na Busch Series, segunda categoria da Nascar, iguais e limitados a 450 HP. Assim, a montadora GM passou a ser patrocinadora da categoria, fornecendo a carenagem do sedan, abrindo espaço para que outras montadoras pudessem ingressar com investimentos baixos. Em 2004 a competição passou a utilizar a carroceria do Astra

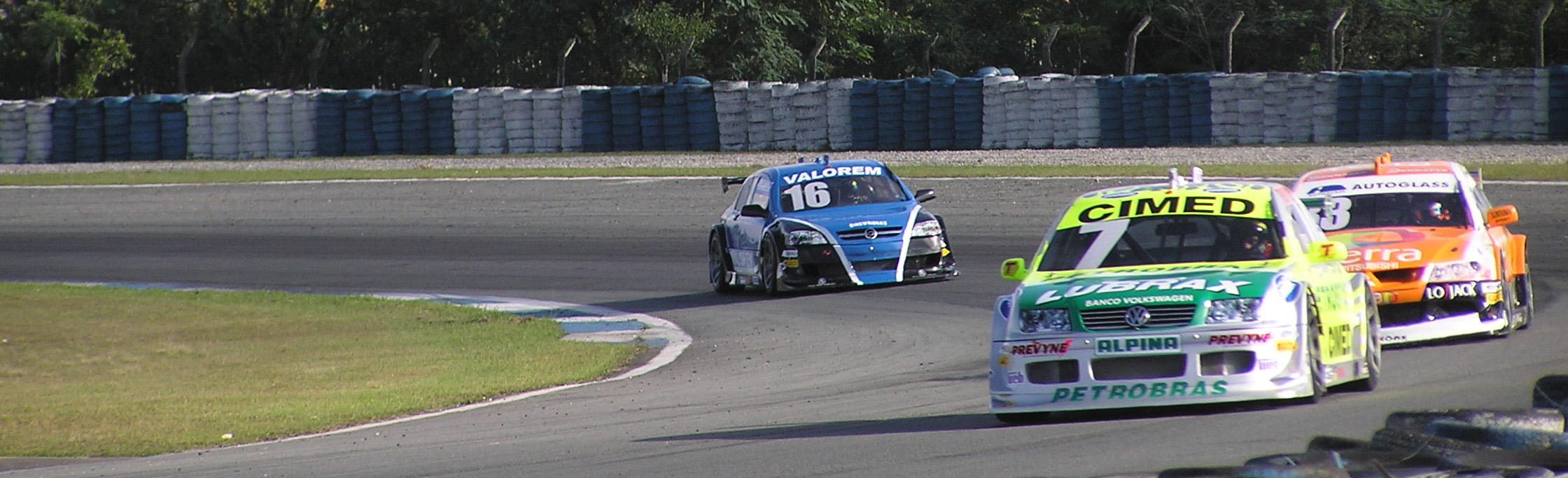
Stock Car V8 em Curitiba, Abril de 2006.

A temporada de 2005 também entrou para a história da Stock Car. Além de a categoria ter se tornado multimarca - pela primeira vez os Mitsubishi Lancer correram ao lado dos Chevrolet Astra. No dia 30 de outubro, quarenta carros da Stock Car V8 realizaram uma inédita corrida fora do Brasil, valendo pontos para o campeonato, ao lado da TC 2000, a principal categoria da Argentina e que no mês de julho tinha corrido em Curitiba. O Autódromo Oscar Gálvez recebeu um público de 70 mil pessoas. Giuliano Losacco foi o vencedor da prova, com Mateus Greipel em segundo e Luciano Burti em terceiro lugar.
O ano de 2006 manteve a corrida na Argentina e recebeu a terceira marca, com o Volkswagen Bora passando a ser a carenagem de dez carros da principal categoria do automobilismo da América Latina. As equipes foram liberadas para a utilização do uso da telemetria, que permite um maior controle das equipes sobre o comportamento do carro.

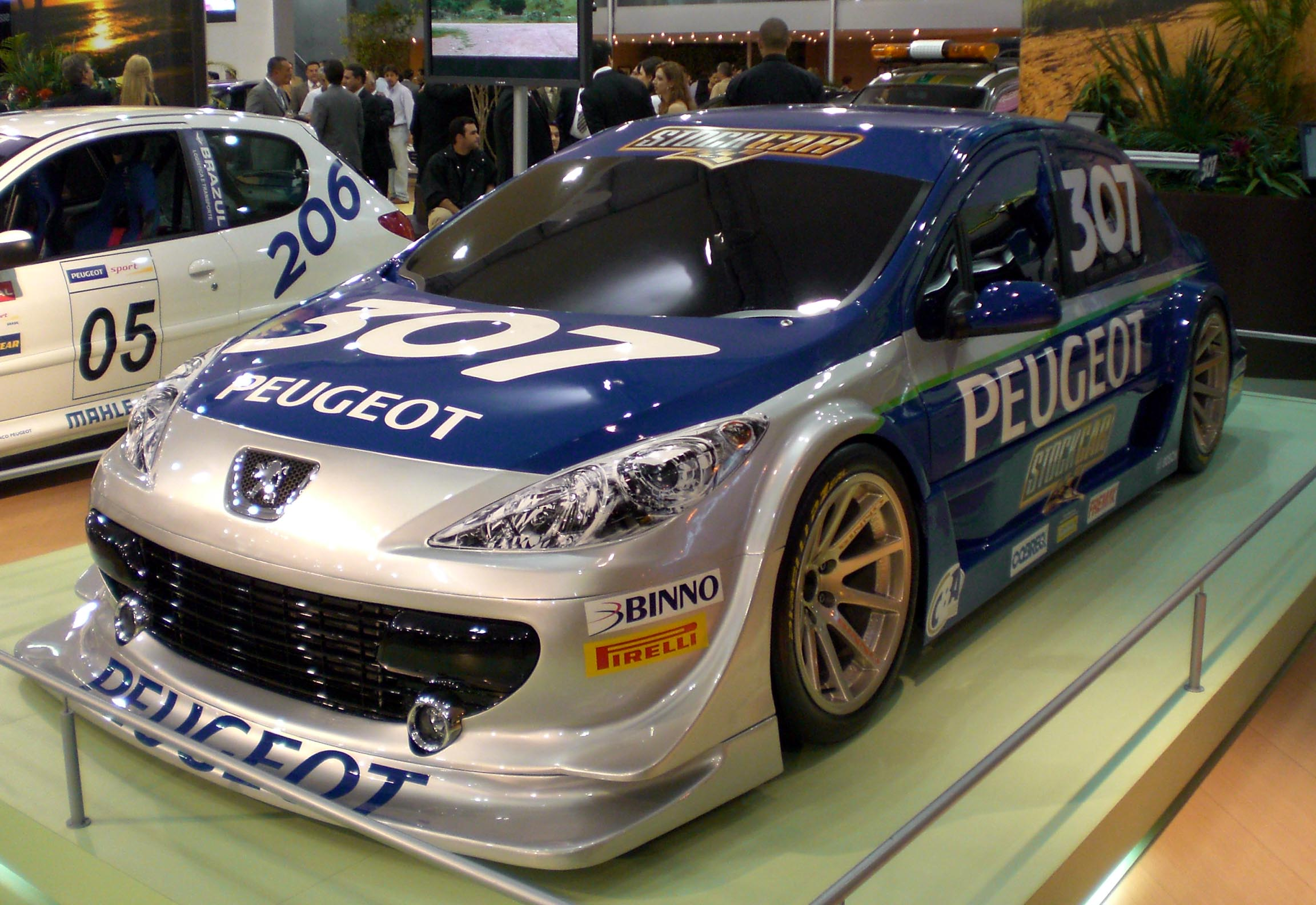
Peugeot 307 concept.

A temporada de 2007 teve a maior quantidade de montadoras competindo, após a Peugeot, que utilizou a carenagem do 307 Sedan inicialmente em oito carros e, posteriormente, em dez. O objetivo é que a categoria tenha 10 carros de cada uma das quatro marcas. A temporada teve a Chevrolet, Mitsubishi, Peugeot e Volkswagen competindo.
Em 2008, a Volkswagen anunciou sua saída da categoria e o número de carros no grid de largada caiu de 38 para 34. A temporada também marcou a substituição dos pneus Pirelli pela Goodyear. Já em 2009, foi a Mitsubishi quem deixou a categoria e os carros tiveram mudança a modo de ficarem semelhantes aos DTM alemães e o número de carros caiu outra vez: de 34 para 32. Assim, ficando com apenas duas montadoras: Chevrolet (Vectra) e Peugeot (307).
Em 2009 houve a primeira corrida da história da Stock Car em um circuito de rua, em Salvador, também sendo a primeira cidade do Nordeste a promover a corrida. O local escolhido foi as ruas do Centro Administrativo da Bahia (CAB) que foi adaptada para receber a prova, vencida por Cacá Bueno. Desde então, entrou no calendário fixo da competição. A segunda cidade a receber um circuito de rua na Stock Car foi Ribeirão Preto, no interior de São Paulo.

### Década de 2010

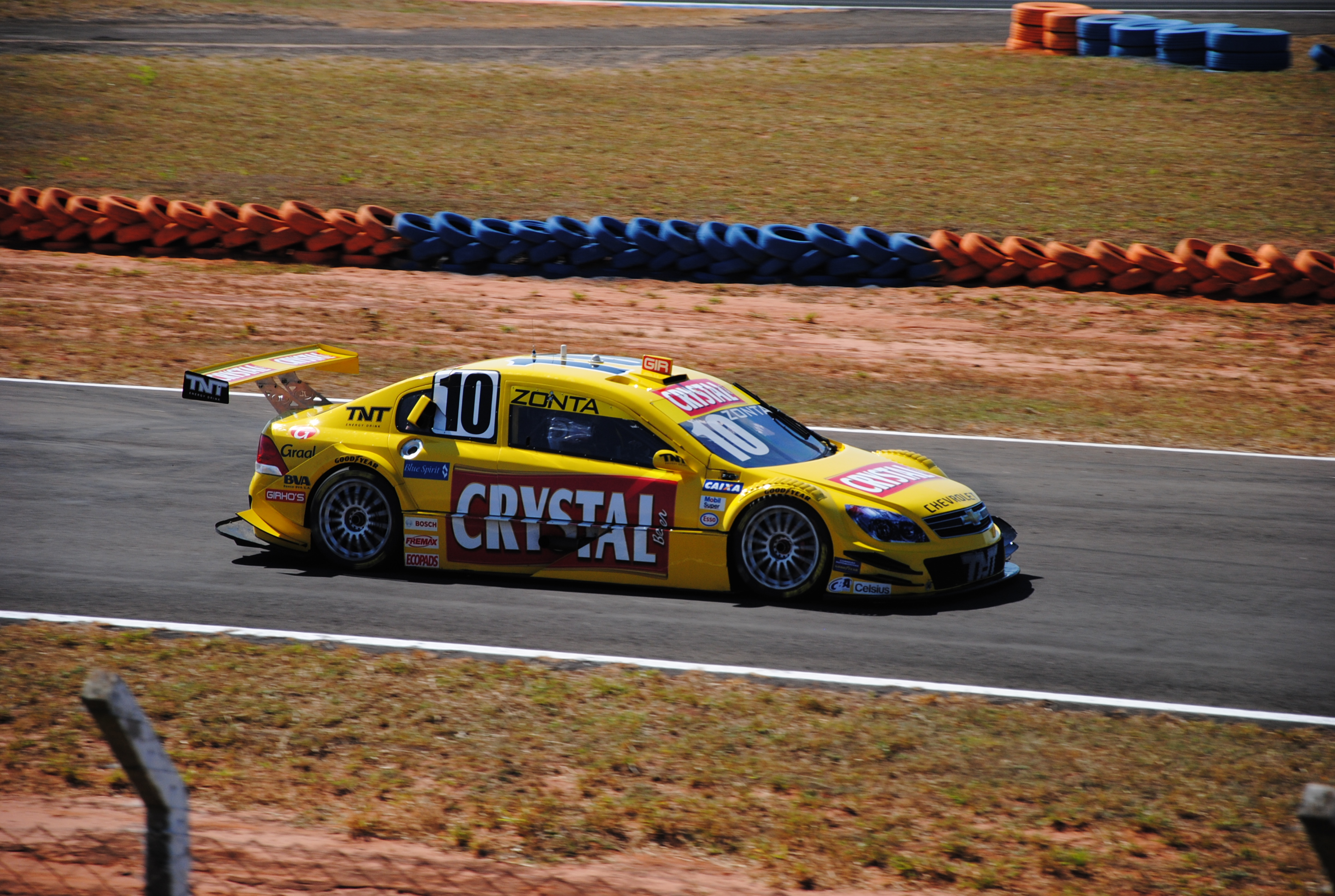
Carro da categoria em 2011

A partir do ano de 2010 o combustível utilizado nos carros voltou a ser o etanol (em substituição à gasolina), os carros também passam a usar injeção eletrônica, a categoria ganhou mais um circuito de rua e as corridas passaram a ser transmitidas para o exterior. A categoria voltou a contar com 34 carros.
Em 10 de março de 2010 foi anunciada a fusão das categorias Stock Car Light (Copa Vicar) e Pick-Up Racing, criando a Copa Chevrolet Montana, nova divisão de acesso à categoria principal. Também foi criada a categoria Mini Challenge, em substituição a Stock Jr.
Em 2010 a montadora Peugeot substituiu a carroceria do 307 sedan pelo novo modelo do 408. Para a Temporada 2012 a Chevrolet substitui o Vectra pelo Sonic. 2012 foi também o último ano com os carros utilizando pneus Goodyear, com a Pirelli voltando ao campeonato a partir de 2013. Em 2013 foram trinta e quatro carros no grid, com onze equipes correndo de Chevrolet e nove utilizando Peugeot. A temporada 2014 marcou o retorno do autódromo de Goiânia à competição, com duas provas, sendo uma delas a Corrida do Milhão. Em 2016 a carroceria do Sonic foi substituída pela nova geração do Chevrolet Cruze.

### Década de 2020
Em 2020 a Stock Car voltou a ter uma segunda montadora, com a Toyota tendo como seu represente o sedan Corolla. A temporada também marcou a volta do chassi monobloco, substituindo o chassi tubular JLG09, desenvolvido pela JL Racing, introduzido em 2000.
Em 2024 a Stock Car anunciou que terá uma terceira montadora em 2025, a Mitsubishi, tendo como seu represente o Eclipse Cross.

## United Partners
United Partners é um fundo de investimentos brasileiro fundado em 2019 e controlado pelo empresário Lincoln Oliveira da Silva, sócio fundador da empresa Americanet S.A., uma das maiores empresas de telecomunicações do país.
Em agosto de 2020, o United Partners adquiriu a Vicar, empresa que detém os direitos da Stock Car, a maior categoria de automobilismo do Brasil. A Vicar também é responsável pela organização da Fórmula 4 FIA no Brasil, do TCR South America e do Turismo Nacional, o maior campeonato brasileiro de carros de pequeno porte.
Empresas do grupo United Partners:
- Vicar: detém os direitos da Stock Car, Fórmula 4 FIA, TCR South America e Turismo Nacional.
- Stock AutoService: rede de lojas que funcionarão como máquina de vendas preferencialmente aos patrocinadores da Stock Car e para a geração de novos negócios de serviços e vendas de peças automotivas.
- Audace: empresa de tecnologia e engenharia que atende as demandas da Stock Car e fornece tecnologia para todo o grupo.

Aquisições e investimentos:
- 2020: Aquisição da Vicar, empresa que detém os direitos da Stock Car.
- 2021: Aquisição do controle da TCR South America.
- 2022: Aquisição do Turismo Nacional.
- 2022: Criação da Stock AutoService.
- 2022: Criação da Audace.

Impacto do United Partners no automobilismo brasileiro:
- A chegada do United Partners ao automobilismo brasileiro foi marcada por uma série de investimentos e inovações.
- O fundo investiu na modernização da Stock Car, com a criação de uma nova categoria, a Stock Car Pro Series, e a implementação de novas tecnologias, como o uso da Hankook.
- O United Partners também investiu na internacionalização da Stock Car, com a criação da Stock Car Brasil, uma categoria que disputa provas nos Estados Unidos e na Europa.
- As ações do United Partners contribuíram para o crescimento do automobilismo brasileiro, que hoje é um dos mais importantes do mundo.

Em 12 de Dezembro de 2022, a Vicar e a Pirelli anunciaram que não renovariam o seu contrato e que a partir de 2023 a Stock Car, Stock Series, e o Campeonato F4 Brasil serão fornecidos exclusivamente pela Hankook.

## Categorias

### Atuais
A Stock Car Pro Series é a principal categoria da Stock Car, presente desde a sua fundação em 1979. Os carros contam atualmente com motores de 480 HP. Desde 2018 a categoria de acesso é a Stock Light.

### Extintas
A Stock Car Light foi criada em 1993, chamando-se Stock Car B, com o objetivo de facilitar o acesso aos estreantes na Stock Car. Teve 17 temporadas, até a última em 2009 quando foi substituída pela Copa Montana. Uma nova divisão de acesso da Stock Car com carros baseados em pickups.  Teve três temporadas, de 2010 a 2012. Houve também a Mini Challenge, categoria disputada em 8 etapas, no sistema "arrive and drive". Teve três temporadas, de 2010 a 2012.

## Pontuação
Em 2006, a Stock Car Pro Series adotou um sistema de competição baseado na NASCAR. Ao final das primeiras 8 corridas, os 10 primeiros pilotos classificavam-se para a Super Final, recebendo uma pontuação extra que era somada a pontuação do campeonato.
A partir da temporada de 2012, foi adotado um novo sistema de pontuação, premiando os 20 primeiros colocados, ao invés de 15 como era desde a temporada 2006. Em 2013, atendendo uma solicitação de pilotos e equipes, a organização passou a premiar o vencedor com 24 pontos, 20 para o segundo e 18 para o terceiro, decrescendo 1 ponto até ao 20.º, que receberá um ponto. E a última e decisiva etapa valerá o dobro da pontuação normal. O descarte de pontos também foi cancelado nesse novo formato de pontuação.

### Pontuação
| Pontuação    | Posição | Posição | Posição | Posição | Posição | Posição | Posição | Posição | Posição | Posição | Posição | Posição | Posição | Posição | Posição | Posição | Posição | Posição | Posição | Posição | Posição |
| Pontuação    | 1º      | 2º      | 3º      | 4º      | 5º      | 6º      | 7º      | 8º      | 9º      | 10º     | 11º     | 12º     | 13º     | 14º     | 15º     | 16º     | 17º     | 18º     | 19º     | 20º     |         |
| ------------ | ------- | ------- | ------- | ------- | ------- | ------- | ------- | ------- | ------- | ------- | ------- | ------- | ------- | ------- | ------- | ------- | ------- | ------- | ------- | ------- | ------- |
| 1ª corrida   | 30      | 26      | 22      | 19      | 17      | 15      | 14      | 13      | 12      | 11      | 10      | 9       | 8       | 7       | 6       | 5       | 4       | 3       | 2       | 1       |         |
| 2ª corrida   | 24      | 20      | 18      | 17      | 16      | 15      | 14      | 13      | 12      | 11      | 10      | 9       | 8       | 7       | 6       | 5       | 4       | 3       | 2       | 1       |         |
| Última etapa | 60      | 52      | 44      | 38      | 34      | 30      | 28      | 26      | 24      | 22      | 20      | 18      | 16      | 14      | 12      | 10      | 8       | 6       | 4       | 2       |         |

## Carro
Abaixo a ficha técnica do modelo de 2016.
| Componente            | Característica |
| --------------------- | --- |
| Suspensão             | Independente nas quatro rodas, triângulos superiores e inferiores construídos em tubo de aço. Barras estabilizadoras dianteiras e traseiras reguláveis de dentro do carro.                                       |
| Direção               | Do tipo pinhão e cremalheira com acionamento hidráulico através de bomba elétrica. |
| Rodas                 | OZ Racing, italianas 10,5 x 18 polegadas. |
| Pneus                 | Pirelli, Pzero 305/660, aro 18, composto DH. |
| Freios                | Discos ventilados Fremax, pinças inglesas da AP Racing, especiais de competição, com seis pistões na dianteira e quatro na traseira. Pastilhas de Freio insetas de amianto e formulação especial para stock car. |
| Motor                 | 8 cilindros em V com 550 HP de potência, 6.000 rpm e 5.700 cc (5,7 litros), cabeçote de alumínio, alimentação de combustível por uma injeção eletrônica Bosch, cárter seco.                                      |
| Câmbio                | XTrac. Acionamento sequencial de 6 marchas para frente e uma à ré da Magnetti Marelli. |
| Diferencial           | XTrac. |
| Combustível           | Etanol, V-Power, produzido pela Raízen. |
| Tanque de combustível | Feito em fibra de carbono Capacidade: 100 litros. |
| Chassis               | Tubular, com tubos de molibdênio, chapas de alumínio e revestimento antichama. |
| Carroceria            | Construída em fibra de vidro reforçada, representa o modelo Chevrolet Cruze. Os faróis dianteiros são apenas pinturas na carroceria, mas as lanternas traseiras são plenamente funcionais.                       |
| Peso mínimo           | 1.320 kg com o piloto a bordo vestindo macacão, luvas, sapatilhas, capacete e com fluidos (óleo, água, combustível, etc.) remanescentes. A pesagem é realizada no final das provas.                              |
| Vidros dianteiros     | Desenvolvido pela Fanavid, com uma lâmina de policarbonato entre duas lâminas de vidro com resistência elétrica para evitar o embaçamento.                                                                       |
| Banco do piloto       | Desenvolvido pela Fibreworks Composites, com homologação FIA na categoria "Advanced Racing Seat", banco de corrida avançado.                                                                                     |

### Recordes de velocidade
Abaixo os recordes de velocidade máxima obtidos com carros da Stock Car Brasil, fora dos circuitos de corrida.
| 1991                       | Fábio Sotto Mayor | Chevrolet Opala  | Rodovia Rio-Santos    | 303 km/h |
| 2010                       | Cacá Bueno        | JL G-09 (Vectra) | Bonneville Salt Flats | 345 km/h |
| Fonte: Globoesporte.com.br |                   |                  |                       |          |

## Campeões
| Ano  | Campeão                          | Equipe                         | Carro             |
| ---- | -------------------------------- | ------------------------------ | ----------------- |
| 1979 | Paulo Gomes                      | Equipe Coca-Cola Brasil/Polwax | Chevrolet Opala   |
| 1980 | Ingo Hoffmann                    | Equipe Johnson                 | Chevrolet Opala   |
| 1981 | Affonso Giaffone Jr              | Giaffone Motorsport            | Chevrolet Opala   |
| 1982 | Olimpio Alencar Jr               | Spinelli Racing                | Chevrolet Opala   |
| 1983 | Paulo Gomes                      | Equipe Coca-Cola Brasil/Polwax | Chevrolet Opala   |
| 1984 | Paulo Gomes                      | Team Metalpó                   | Chevrolet Opala   |
| 1985 | Ingo Hoffmann                    | JF Racing                      | Chevrolet Opala   |
| 1986 | Marcos Gracia                    | Equipe Havoline-Texaco         | Chevrolet Opala   |
| 1987 | Zeca Giaffone                    | Giaffone Motorsport            | Chevrolet Opala   |
| 1988 | Fábio Sotto Mayor                | Castrol Racing                 | Chevrolet Opala   |
| 1989 | Ingo Hoffmann                    | JF Racing                      | Chevrolet Opala   |
| 1990 | Ingo Hoffmann                    | Castrol Racing                 | Chevrolet Opala   |
| 1991 | Ingo Hoffmann / Ângelo Giombelli | Castrol Racing                 | Chevrolet Opala   |
| 1992 | Ingo Hoffmann / Ângelo Giombelli | Castrol Racing                 | Chevrolet Opala   |
| 1993 | Ingo Hoffmann / Ângelo Giombelli | Castrol Racing                 | Chevrolet Opala   |
| 1994 | Ingo Hoffmann                    | Castrol Racing                 | Chevrolet Omega   |
| 1995 | Paulo Gomes                      | JF Racing                      | Chevrolet Omega   |
| 1996 | Ingo Hoffmann                    | Action Power Racing            | Chevrolet Omega   |
| 1997 | Ingo Hoffmann                    | Action Power Racing            | Chevrolet Omega   |
| 1998 | Ingo Hoffmann                    | Action Power Racing            | Chevrolet Omega   |
| 1999 | Chico Serra                      | WB Motorsports                 | Chevrolet Omega   |
| 2000 | Chico Serra                      | WB Motorsports                 | Chevrolet Vectra  |
| 2001 | Chico Serra                      | WB Motorsports                 | Chevrolet Vectra  |
| 2002 | Ingo Hoffmann                    | JF Racing                      | Chevrolet Vectra  |
| 2003 | David Muffato                    | Boettger Competições           | Chevrolet Vectra  |
| 2004 | Giuliano Losacco                 | RC Competições                 | Chevrolet Astra   |
| 2005 | Giuliano Losacco                 | Andreas Mattheis               | Chevrolet Astra   |
| 2006 | Cacá Bueno                       | RC Competições                 | Mitsubishi Lancer |
| 2007 | Cacá Bueno                       | RC Competições                 | Mitsubishi Lancer |
| 2008 | Ricardo Maurício                 | WA Mattheis                    | Peugeot 307       |
| 2009 | Cacá Bueno                       | WA Mattheis                    | Peugeot 307       |
| 2010 | Max Wilson                       | RC Competições                 | Chevrolet Vectra  |
| 2011 | Cacá Bueno                       | RedBull/WA Mattheis            | Peugeot 408       |
| 2012 | Cacá Bueno                       | RedBull/WA Mattheis            | Chevrolet Sonic   |
| 2013 | Ricardo Maurício                 | Eurofarma RC                   | Chevrolet Sonic   |
| 2014 | Rubens Barrichello               | Full Time Sports               | Chevrolet Sonic   |
| 2015 | Marcos Gomes                     | Voxx Racing                    | Peugeot 408       |
| 2016 | Felipe Fraga                     | Cimed Racing                   | Peugeot 408       |
| 2017 | Daniel Serra                     | Eurofarma RC                   | Chevrolet Cruze   |
| 2018 | Daniel Serra                     | Eurofarma RC                   | Chevrolet Cruze   |
| 2019 | Daniel Serra                     | Eurofarma RC                   | Chevrolet Cruze   |
| 2020 | Ricardo Maurício                 | Eurofarma RC                   | Chevrolet Cruze   |
| 2021 | Gabriel Casagrande               | A.Mattheis Vogel Motorsport    | Chevrolet Cruze   |
| 2022 | Rubens Barrichello               | Full Time Sports               | Toyota Corolla    |
| 2023 | Gabriel Casagrande               | A.Mattheis Vogel Motorsport    | Chevrolet Cruze   |

| Títulos | Estado         | Nome                    |
| ------- | -------------- | ----------------------- |
| 12      | São Paulo      | Ingo Hoffman            |
| 5       | Rio de Janeiro | Cacá Bueno              |
| 4       | Minas Gerais   | Paulo Gomes             |
| 3       | Santa Catarina | Ângelo Giombelli        |
| 3       | São Paulo      | Chico Serra             |
| 3       | São Paulo      | Daniel Serra            |
| 3       | São Paulo      | Ricardo Maurício        |
| 2       | São Paulo      | Giuliano Losacco        |
| 2       | São Paulo      | Rubens Barrichello      |
| 2       | Paraná         | Gabriel Casagrande      |
| 1       | São Paulo      | Affonso Giaffone Júnior |
| 1       | Goiás          | Alencar Jr.             |
| 1       | Goiás          | Marcos Gracia           |
| 1       | São Paulo      | Zeca Giaffone           |
| 1       | São Paulo      | Fábio Sotto Mayor       |
| 1       | Paraná         | David Muffato           |
| 1       | São Paulo      | Max Wilson              |
| 1       | São Paulo      | Marcos Gomes            |
| 1       | Tocantins      | Felipe Fraga            |

| Títulos | Estado         |
| ------- | -------------- |
| 30      | São Paulo      |
| 5       | Rio de Janeiro |
| 4       | Minas Gerais   |
| 3       | Santa Catarina |
| 3       | Paraná         |
| 2       | Goiás          |
| 1       | Tocantins      |

| Títulos | Região       |
| ------- | ------------ |
| 39      | Sudeste      |
| 6       | Sul          |
| 2       | Centro-Oeste |
| 1       | Norte        |

| Títulos | Equipe                            |
| ------- | --------------------------------- |
| 9       | RC Competições/Eurofarma RC       |
| 4       | WA Mattheis                       |
| 3       | Action Power                      |
| 3       | WB Motorsports                    |
| 3       | Andreas Mattheis Vogel Motorsport |
| 2       | Red Bull                          |
| 2       | Full Time                         |
| 1       | Cimed Racing                      |
| 1       | Boettger                          |
| 1       | JF Racing                         |
| 1       | Voxx Racing                       |

| Títulos | Modelo            |
| ------- | ----------------- |
| 15      | Chevrolet Opala   |
| 6       | Chevrolet Omega   |
| 6       | Chevrolet Cruze   |
| 5       | Chevrolet Vectra  |
| 3       | Peugeot 408       |
| 3       | Chevrolet Sonic   |
| 2       | Chevrolet Astra   |
| 2       | Mitsubishi Lancer |
| 2       | Peugeot 307       |
| 1       | Toyota Corolla    |

## Vencedores de corridas
Atualizado em 27/07/2024
| Pos. | Piloto                   | Vitórias | Poles | Títulos |
| ---- | ------------------------ | -------- | ----- | ------- |
| 1    | Ingo Hoffmann            | 77       | 60    | 12      |
| 2    | Paulo Gomes              | 41       | 25    | 4       |
| 3    | Thiago Camilo            | 39       | 30    |         |
| 4    | Cacá Bueno               | 36       | 42    | 5       |
| 5    | Ricardo Maurício         | 34       | 19    | 3       |
| 6    | Chico Serra              | 33       | 24    | 3       |
| 7    | Daniel Serra             | 25       | 19    | 3       |
| 8    | Xandy Negrão             | 22       | 14    |         |
| 9    | Rubens Barrichello       | 21       | 14    | 2       |
| 10   | Alencar Jr.              | 21       | 23    | 1       |
| 11   | Átila Abreu              | 20       | 10    |         |
| 12   | Felipe Fraga             | 19       | 11    | 1       |
| 13   | Adalberto Jardim         | 15       | 7     |         |
| 14   | Zeca Giaffone            | 14       | 10    | 1       |
| 15   | Ângelo Giombelli         | 14       | 14    | 3       |
| 16   | Fábio Sotto Mayor        | 14       | 12    | 1       |
| 17   | Marcos Gomes             | 13       | 16    | 1       |
| 18   | Max Wilson               | 13       | 9     | 1       |
| 19   | Ricardo Zonta            | 11       | 8     |         |
| 20   | Gabriel Casagrande       | 10       | 9     | 2       |
| 21   | Allam Khodair            | 9        | 14    |         |
| 22   | Valdeno Brito            | 8        | 6     |         |
| 23   | Giuliano Losacco         | 8        | 8     | 2       |
| 24   | Julio Campos             | 5        | 7     |         |
| 25   | Affonso Giaffone Júnior  | 5        | 10    | 1       |
| 26   | Bruno Baptista           | 5        | 4     |         |
| 27   | Luís Alberto Pereira     | 5        | 3     |         |
| 28   | Diego Nunes              | 5        | 3     |         |
| 29   | Matías Rossi             | 5        | 1     |         |
| 30   | David Muffato            | 4        | 3     | 1       |
| 31   | Antonio Jorge Neto       | 4        | 1     |         |
| 32   | Djalma Fogaça            | 4        | 1     |         |
| 33   | Nonô Figueiredo          | 4        | 0     |         |
| 34   | Hoover Orsi              | 4        | 1     |         |
| 35   | Rodrigo Sperafico        | 3        | 8     |         |
| 36   | Antonio Pizzonia         | 3        | 1     |         |
| 37   | Marcos Gracia            | 3        | 2     | 1       |
| 38   | Beto Giorgi              | 3        | 1     |         |
| 39   | Lucas Di Grassi          | 3        | 1     |         |
| 40   | Rafael Suzuki            | 3        | 1     |         |
| 41   | Felipe Massa             | 3        | 0     |         |
| 42   | Gaetano di Mauro         | 4        | 1     |         |
| 43   | Dudu Barrichello         | 3        | 0     |         |
| 44   | Raul Boesel              | 3        | 3     |         |
| 45   | César Ramos              | 3        | 4     |         |
| 46   | Reinaldo Campello        | 2        | 6     |         |
| 47   | Carlos Alves             | 2        | 11    |         |
| 48   | Felipe Maluhy            | 2        | 4     |         |
| 49   | Luciano Burti            | 2        | 3     |         |
| 50   | Galid Osman              | 2        | 3     |         |
| 51   | Sérgio Jimenez           | 2        | 1     |         |
| 52   | Paulo de Tarso           | 2        | 2     |         |
| 53   | Guilherme Salas          | 2        | 3     |         |
| 54   | Wilson Fittipaldi Júnior | 2        | 1     |         |
| 55   | Guto Negrão              | 2        | 0     |         |
| 56   | Ruben Fontes             | 2        | 0     |         |
| 57   | Nelson Piquet Jr.        | 2        | 0     |         |
| 58   | Tarso Marques            | 2        | 1     |         |
| 59   | Leandro de Almeida       | 2        | 1     |         |
| 60   | Felipe Baptista          | 2        | 2     |         |
| 61   | Duda Pamplona            | 1        | 5     |         |
| 62   | Vitor Genz               | 1        | 2     |         |
| 63   | Raphael Matos            | 1        | 1     |         |
| 64   | Lucas Foresti            | 1        | 2     |         |
| 65   | João Carlos Palhares     | 1        | 1     |         |
| 66   | Tuka Rocha               | 1        | 1     |         |
| 67   | Paulo Salustiano         | 1        | 1     |         |
| 68   | João Paulo de Oliveira   | 1        | 1     |         |
| 69   | Luiz Fernando Baptista   | 1        | 1     |         |
| 70   | Roberto Amaral           | 1        | 1     |         |
| 71   | Néstor Girolami          | 1        | 1     |         |
| 72   | Carlos Falletti          | 1        | 0     |         |
| 73   | Pedro Gomes              | 1        | 0     |         |
| 74   | Alceu Feldmann           | 1        | 0     |         |
| 75   | António Félix da Costa   | 1        | 0     |         |
| 76   | Enzo Elias               | 1        | 0     |         |
| 77   | Felipe Lapenna           | 1        | 1     |         |

Os pilotos que estão em negrito são os que estão em atividade na Stock Car. Em itálico estão em atividade em outras categorias.

## Circuitos
| Goiânia, GO                  | Autódromo Internacional de Goiânia           |  |
| São Paulo, SP                | Autódromo de Interlagos                      |  |
| Curitiba, PR                 | Autódromo Internacional de Curitiba          |  |
| Santa Cruz do Sul, RS        | Autódromo Internacional de Santa Cruz do Sul |  |
| Cascavel, PR                 | Autódromo Internacional de Cascavel          |  |
| Mogi Guaçu, SP               | Autódromo Velo Città                         |  |
| Brasília, DF                 | Autódromo Internacional Nelson Piquet        |  |
| Fonte: stockproseries.com.br |                                              |  |

## Corrida do milhão
Em 2008 a categoria passou a contar com uma prova especial, de duração maior que as demais, com a premiação de R$1 milhão, patrocinada pela Sky.

### Pilotos
Thiago Camilo é o maior vencedor da prova, com 3 vitórias (2011, 2012 e 2015). Thiago Camilo, (vencedor em 2011, 2012 e 2015 e segundo colocado em 2014) é o piloto que mais vezes foi ao pódio, ao lado de Ricardo Maurício (vitória em 2010 e 2019 e segundo duas vezes 2012 e 2013) e de Daniel Serra (vitória em 2017, segundo duas vezes em 2011 e 2015 e um terceiro lugar 2019) quatro vezes. Rubens Barrichello (vitórias em 2014 e 2018 e segundo em 2016) vêm a seguir com em três pódios. Marcos Gomes tem mais poles, três. Cacá Bueno, Rubens Barrichello e Daniel Serra vêm em seguida com 2 cada um. Os pilotos que mais vezes alcançaram a volta mais rápida da prova são Allam Khodair (2012 e 2013) e Thiago Camilo (2011 e 2014).
| Ano  | Vencedor           | 2º Colocado        | 3º Colocado            | Pole               | Volta Mais Rápida      | Autódromo           | Duração    |
| ---- | ------------------ | ------------------ | ---------------------- | ------------------ | ---------------------- | ------------------- | ---------- |
| 2008 | Valdeno Brito      | Luciano Burti      | Marcos Gomes           | Cacá Bueno         | Nonô Figueiredo        | Rio de Janeiro (RJ) | 65 minutos |
| 2010 | Ricardo Maurício   | Marcos Gomes       | Átila Abreu            | Marcos Gomes       | Valdeno Brito          | São Paulo (SP)      | 65 minutos |
| 2011 | Thiago Camilo      | Daniel Serra       | Max Wilson             | Marcos Gomes       | Thiago Camilo          | São Paulo (SP)      | 65 minutos |
| 2012 | Thiago Camilo      | Ricardo Maurício   | Cacá Bueno             | Cacá Bueno         | Allam Khodair          | São Paulo (SP)      | 50 minutos |
| 2013 | Ricardo Zonta      | Ricardo Maurício   | Cacá Bueno             | Allam Khodair      | Allam Khodair          | São Paulo (SP)      | 50 minutos |
| 2014 | Rubens Barrichello | Thiago Camilo      | Galid Osman            | Rubens Barrichello | Thiago Camilo          | Goiânia (GO)        | 50 minutos |
| 2015 | Thiago Camilo      | Daniel Serra       | Ricardo Zonta          | Marcos Gomes       | Daniel Serra           | Goiânia (GO)        | 50 minutos |
| 2016 | Felipe Fraga       | Rubens Barrichello | Valdeno Brito          | Rubens Barrichello | Julio Campos           | São Paulo (SP)      | 50 minutos |
| 2017 | Daniel Serra       | Marcos Gomes       | Cacá Bueno             | Daniel Serra       | Daniel Serra           | Goiânia (GO)        | 40 minutos |
| 2018 | Rubens Barrichello | Max Wilson         | António Félix da Costa | Daniel Serra       | António Félix da Costa | Curitiba (PR)       | 40 minutos |
| 2019 | Ricardo Maurício   | Gabriel Casagrande | Daniel Serra           | Lucas Di Grassi    | Rubens Barrichello     | São Paulo (SP)      | 40 minutos |
| 2020 | Ricardo Zonta      | César Ramos        | Denis Navarro          | César Ramos        | Marcos Gomes           | São Paulo (SP)      | 40 minutos |

## Acidentes fatais
- 1985 — Zeca Gregoricinski ficou preso nas ferragens depois de uma batida em Interlagos, São Paulo. O carro pegou fogo e o piloto não conseguiu sair.
- 2001 — O goiano Laércio Justino perdeu o controle do Chevrolet Vectra que pilotava e depois de uma série de batidas colidiu contra um guincho, no Autódromo Internacional Nelson Piquet, em Brasília.
- 2003 — O estudante de fotografia Rafael Lima Pereira estava fora da área de segurança do Autódromo de Campo Grande, no Mato Grosso do Sul, e foi atropelado pelo carro de Gualter Salles.
- 2007 — Durante a última corrida da etapa de 2007 da Stock Car Light (antiga categoria de acesso à Stock Car) em Interlagos, o piloto paranaense Rafael Sperafico perdeu o controle do carro na curva do café e bateu na proteção de pneus. Voltou para a pista e foi atingido na lateral pelo piloto Renato Russo. Rafael teve morte instantânea por traumatismo craniano.
- 2011 — Após um grave acidente na etapa de São Paulo na categoria de acesso à Stock Car, o piloto Gustavo Sondermann teve sua morte cerebral anunciada pelo corpo médico do Hospital São Luiz, onde foi atendido. Segundo o boletim médico oficial, o paulista, que chegou com quadro estável ao local, teve  complicações por conta do acidente.[20]

## Jogos eletrônicos
Em 2011 foi lançado o jogo oficial da categoria, o Game Stock Car desenvolvido pela Reiza Studios, posteriormente atualizado gratuitamente com os dados da temporada de 2012. Foi lançada nova versão em 2013, mais moderna, chamado Stock Car Extreme.
Em 2011 também foi lançado minigame online SuperFinal Stock Car, onde os jogadores poderão simular uma disputa em três circuitos e três diferentes modalidades.
Em 2014, o Peugeot 408 e uma versão não licenciada do carro da Chevrolet, chamada de "ADC Presteza" foram incluídos no jogo Grid Autosport.
Em 2016 foi lançado o jogo Automobilista pela Reiza Studios com com carros e circuitos licenciados, o jogo usa a engine isiMotor 2.0 usado pelo simulador RFactor. Foi seguido na sequência por Automobilista 2, usando a Madness Engine do Project CARS.
Em 2021 o simulador IRacing anunciou que incluiria carros da Stock Car Pro Series para 2022.